# 九節板
九節板（クジョルパン）は、朝鮮の伝統料理のひとつ。水気の多い九節板と乾いた九節板の二種類に分けられる。これを盛る八角形の器も九節板と呼ぶ。水気の多い九節板の発祥は朝鮮の宮廷料理であり、現在の朝鮮では高級料理としてお祝いなどの特別な席で食べられる。
水気が多い九節板は、錦糸卵、 野菜（ナムル）、肉類、海産物の中から8種類を彩りよく選定し、調理して細長く切り、それぞれ中央の皿を取り囲む8個の皿に入れる。中央の八角形の皿には、小麦粉と卵白を混ぜ、明かりが映るほどに薄く焼いた丸いクレープのようなチヂミ（ミルチョンビョン）を重ねて入れる。最近では大根を薄く切ったものを代わりに使うこともある。中央のチヂミを1枚ずつとり、まわりにある炒め物を少しずつ包んでつけだれにつけて食べる。
乾いた九節板はおつまみとして、九節板に9種の乾き物（マルンアンジュ）を盛ったものである。中央には一般的に生栗を盛る。朝鮮では普通の居酒屋でも食べることができるが、もとの九節板からはかなり変形された形態なので九節板とは呼ばない場合もある。

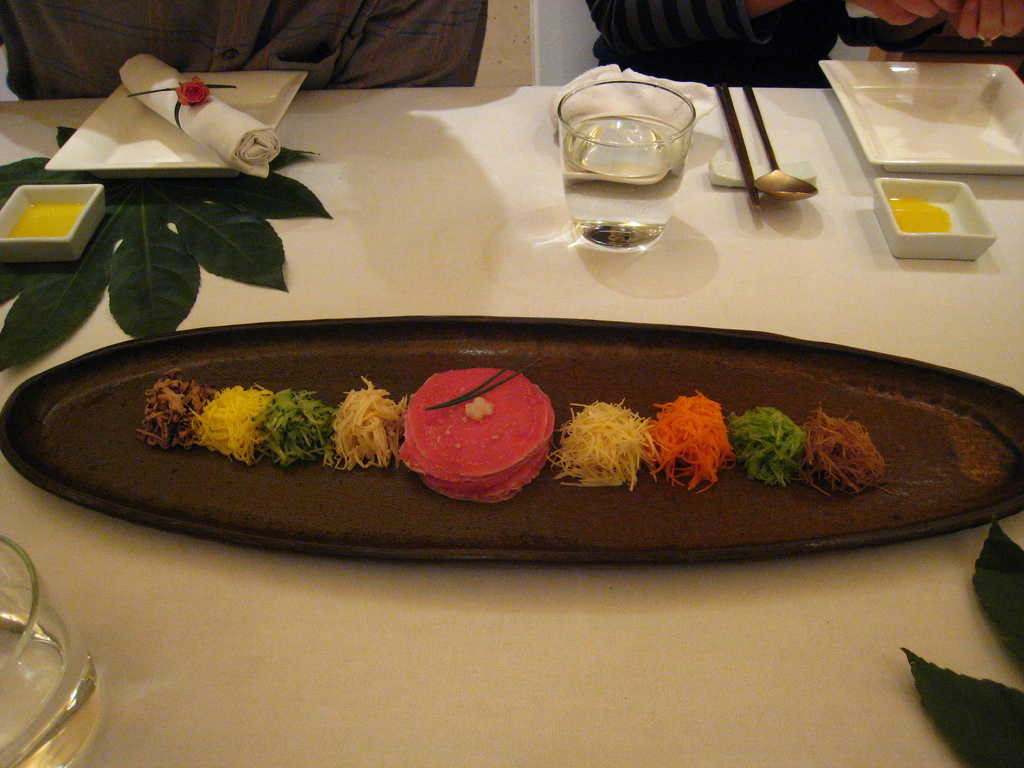
九節板の変形
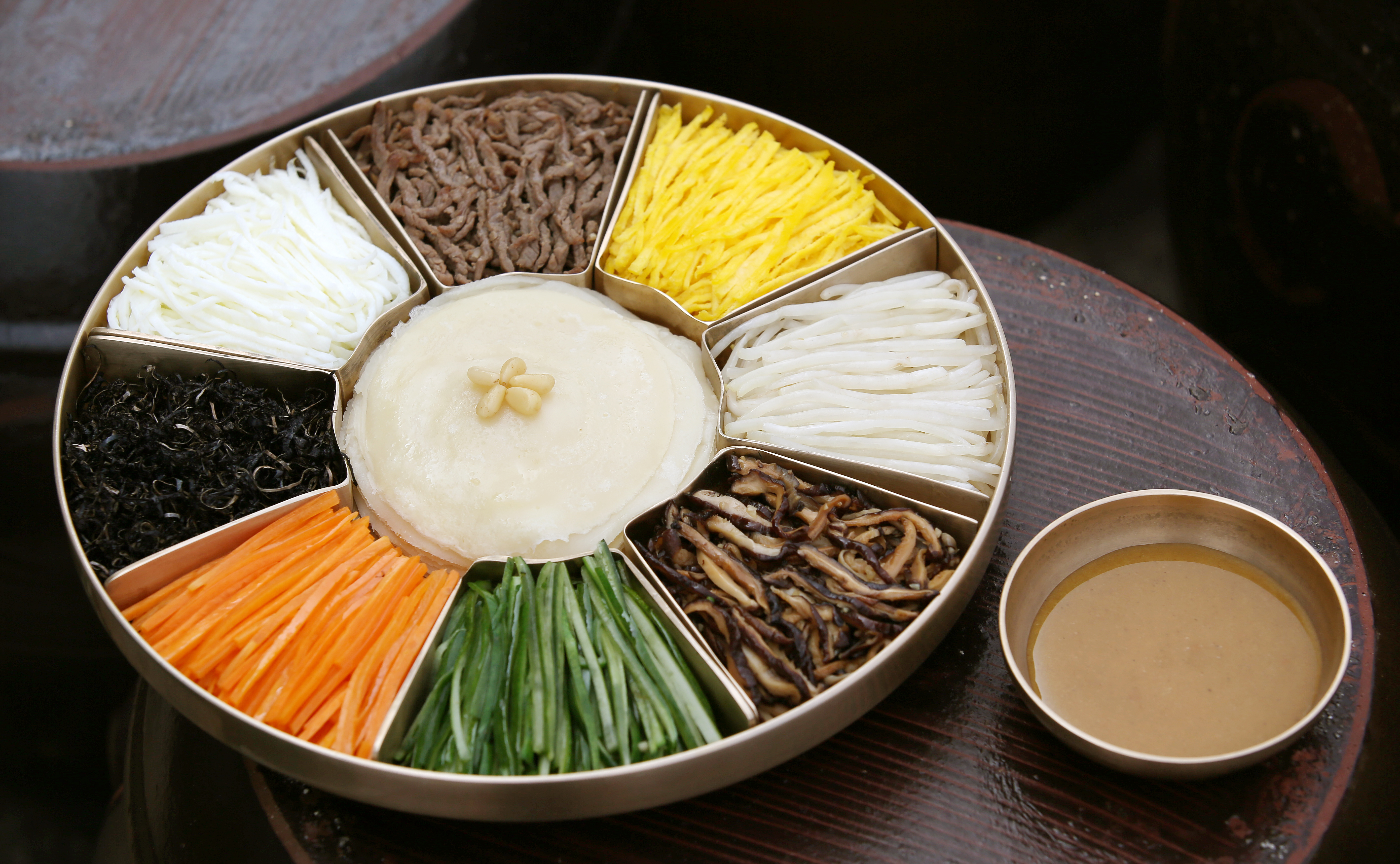
九節板の変形
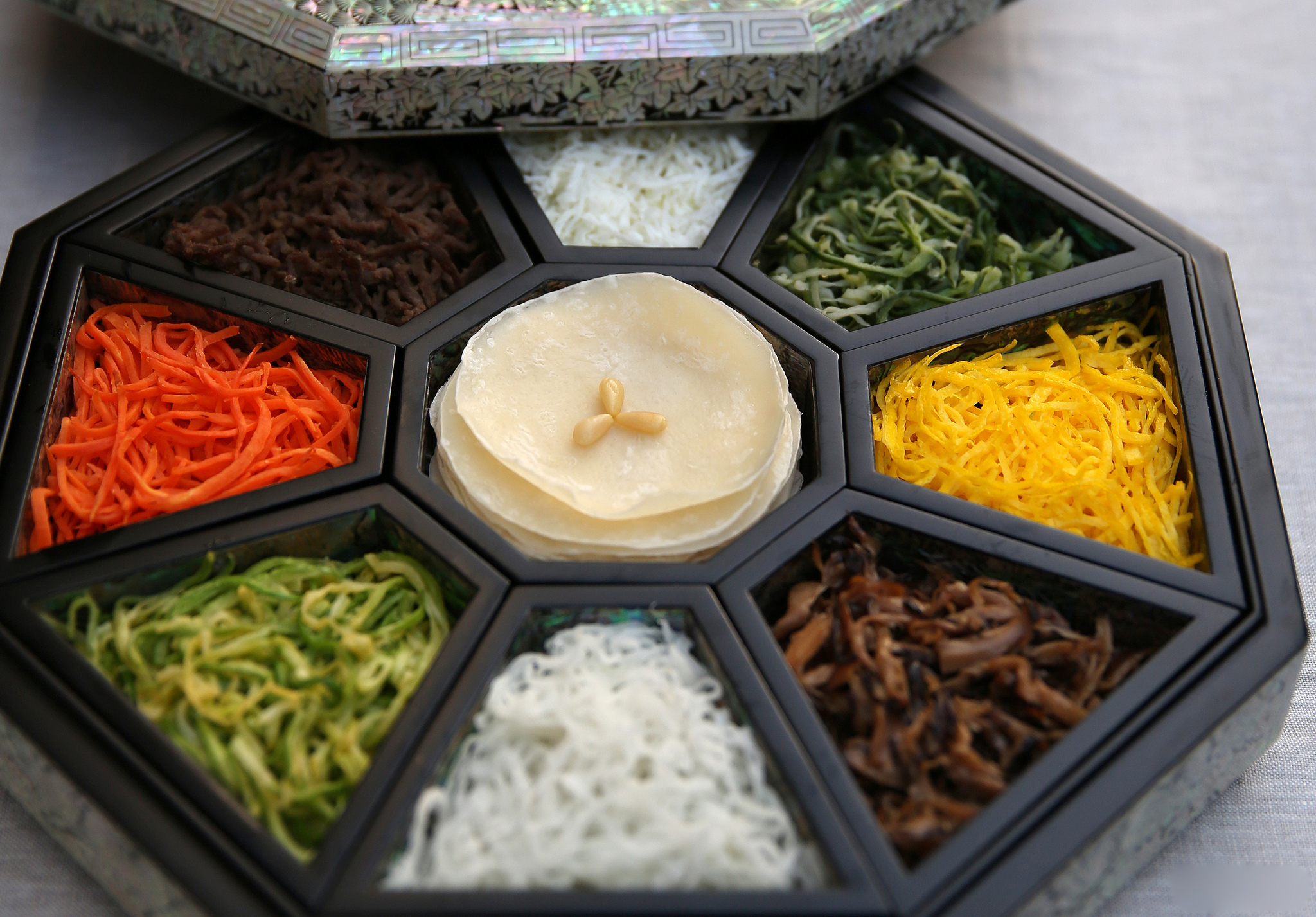
九節板の変形
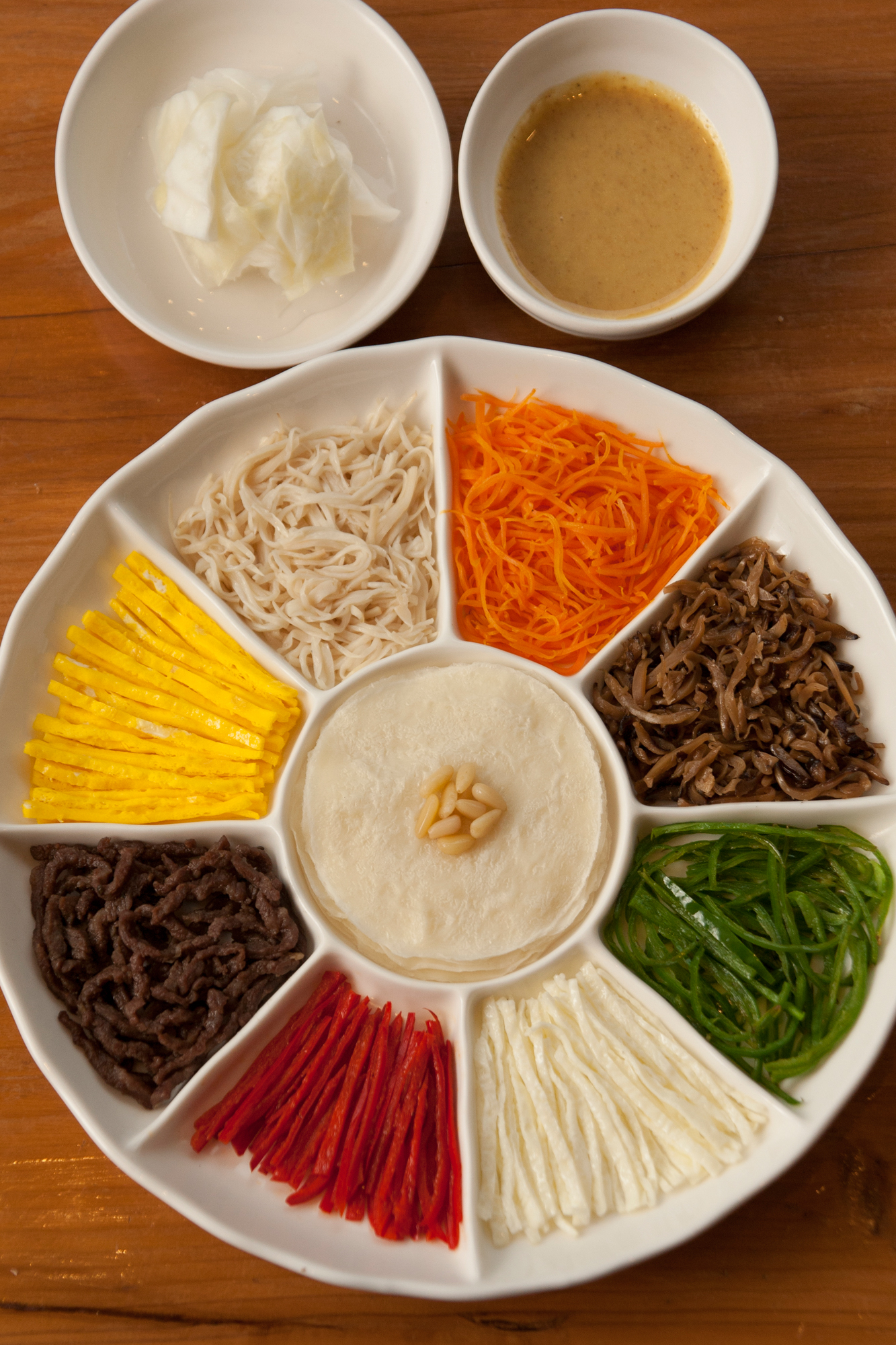
九節板の変形
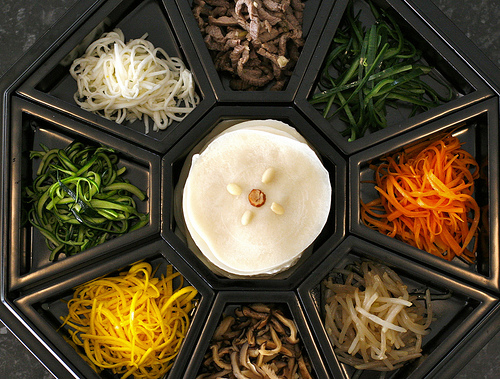
九節板の変形
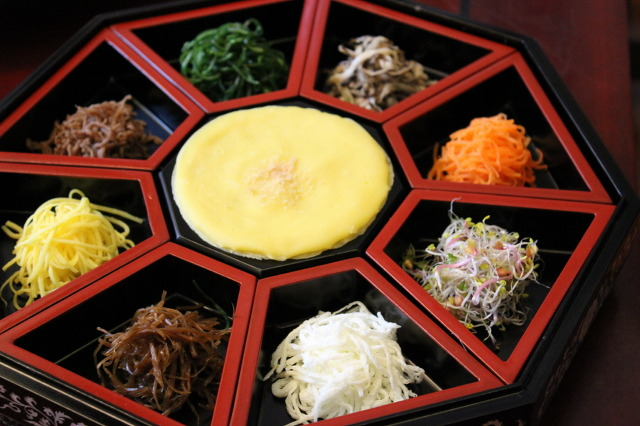
九節板の変形
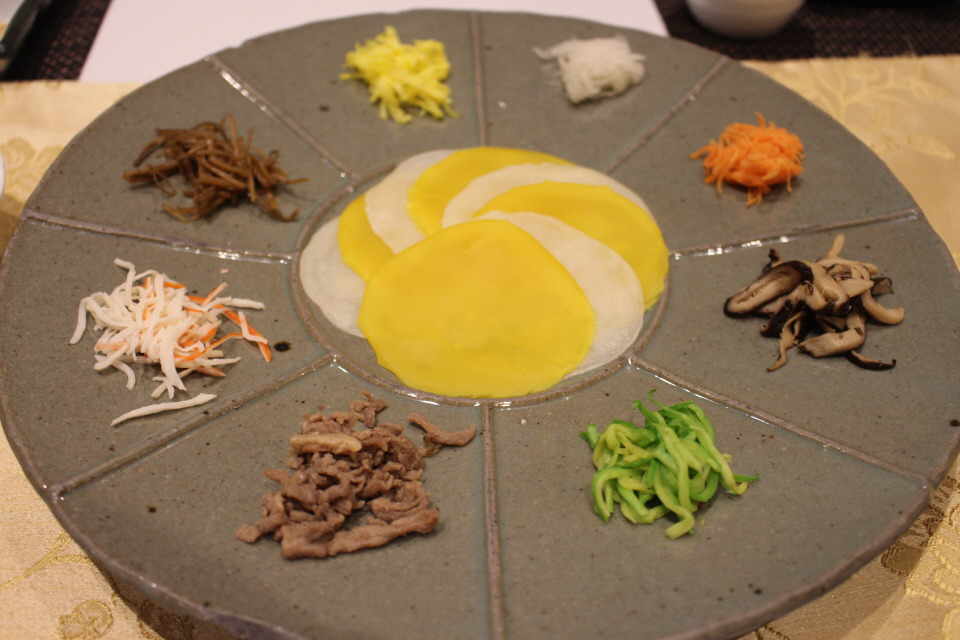
九節板の変形